# McMinnville (Tennessee)
McMinnville város az Amerikai Egyesült Államok Tennessee államában, Warren megyében, melynek megyeszékhelye is. Lakosainak száma 13 788 fő (2020. április 1.).

## Népesség
A település népességének változása:

| 2010 | 13 605 |
| 2020 | 13 788 |